# 深井村 (新竹縣)
深井村為中華民國臺灣省新竹縣寶山鄉轄下之一村，位於竹東丘陵鹽港溪流域、寶山鄉最西。深井村轄境南北長而東西窄，東為寶斗村，東北鄰新城村、雙溪村，北毗新竹市香山區茄苳里，西為新竹市香山區南隘里，南為苗栗縣頭份市興隆里 。深井村共264戶，轄9鄰，人口912人 。